# Premi Magritte 2016
La cerimonia di premiazione della 6ª edizione dei Premi Magritte si è svolta il 6 febbraio 2016 al centro congressi Square di Bruxelles. L'evento è stato presentato da Charlie Dupont e le candidature sono state annunciate il 12 gennaio 2016.

## Vincitori e candidati
Vengono di seguito indicati in grassetto i vincitori. Ove ricorrente e disponibile, viene indicato il titolo in lingua italiana e quello in lingua originale tra parentesi.
Miglior film
- Dio esiste e vive a Bruxelles (Le Tout Nouveau Testament), regia di Jaco Van Dormael
  - All Cats Are Grey (Tous les chats sont gris), regia di Savina Dellicour
  - Je suis mort mais j'ai des amis, regia di Guillaume Malandrin e Stéphane Malandrin
  - Melody, regia di Bernard Bellefroid
  - Pregiudizio (Préjudice), regia di Antoine Cuypers

Miglior regista
- Jaco Van Dormael - Dio esiste e vive a Bruxelles (Le Tout Nouveau Testament)
  - Savina Dellicour - All Cats Are Grey (Tous les chats sont gris)
  - Fabrice Du Welz - The Lonely Hearts Killers (Alleluia)
  - Bernard Bellefroid - Melody

Miglior film straniero in coproduzione
- La famiglia Bélier (La Famille Bélier), regia di Éric Lartigau
  - La canzone del mare (Song of the Sea), regia di Tomm Moore
  - Marguerite, regia di Xavier Giannoli
  - Ni le ciel ni la terre, regia di Clément Cogitore

Migliore sceneggiatura originale o adattamento
- Thomas Gunzig e Jaco Van Dormael - Dio esiste e vive a Bruxelles (Le Tout Nouveau Testament)
  - Fabrice Du Welz e Vincent Tavier - The Lonely Hearts Killers (Alleluia)
  - Guillaume Malandrin e Stéphane Malandrin - Je suis mort mais j'ai des amis
  - Antoine Cuypers e Antoine Wauters - Pregiudizio (Préjudice)

Miglior attore
- Wim Willaert - Je suis mort mais j'ai des amis
  - François Damiens - La famiglia Bélier (La Famille Bélier)
  - Bouli Lanners - All Cats Are Grey (Tous les chats sont gris)
  - Jérémie Renier - Ni le ciel ni la terre

Migliore attrice
- Veerle Baetens - Un début prometteur
  - Christelle Cornil - Jacques a vu
  - Yolande Moreau - Voyage en Chine
  - Annie Cordy- Les souvenirs

Miglior attore non protagonista
- Laurent Capelluto - L'Enquête
  - Marc Zinga - Dheepan - Una nuova vita (Dheepan)
  - David Murgia - Dio esiste e vive a Bruxelles (Le Tout Nouveau Testament)
  - Arno Hintjens - Pregiudizio (Préjudice)

Migliore attrice non protagonista
- Anne Coesens - All Cats Are Grey (Tous les chats sont gris)
  - Helena Noguerra  - The Lonely Hearts Killers (Alleluia)
  - Yolande Moreau - Dio esiste e vive a Bruxelles (Le Tout Nouveau Testament)
  - Babetida Sadjo - Waste Land

Migliore promessa maschile
- Benjamin Ramon - Être
  - David Thielemans - Bouboule
  - Romain Gelin - Dio esiste e vive a Bruxelles (Le Tout Nouveau Testament)
  - Arthur Bols - Pregiudizio (Préjudice)

Migliore promessa femminile
- Lucie Debay - Melody
  - Manon Capelle - All Cats Are Grey (Tous les chats sont gris)
  - Stéphanie Van Vyve - Être
  - Pili Groyne - Dio esiste e vive a Bruxelles (Le Tout Nouveau Testament)

Miglior fotografia
- Manuel Dacosse - The Lonely Hearts Killers (Alleluia)
  - Christophe Beaucarne - Dio esiste e vive a Bruxelles (Le Tout Nouveau Testament)
  - Frédéric Noirhomme - Pregiudizio (Préjudice)

Miglior sonoro
- Emmanuel de Boissieu, Frédéric Meert e Ludovic Van Pachterbeke - The Lonely Hearts Killers (Alleluia)
  - Marc Bastien, Marc Engels e Franco Piscopo - Je suis mort mais j'ai des amis
  - François Dumont, Michel Schillings e Dominique Warnier - Dio esiste e vive a Bruxelles (Le Tout Nouveau Testament)

Migliore scenografia
- Emmanuel de Meulemeester - The Lonely Hearts Killers (Alleluia)
  - Paul Rouschop - All Cats Are Grey (Tous les chats sont gris)
  - Eve Martin - Je suis mort mais j'ai des amis

Migliori costumi
- Pascaline Chavanne - La Dame dans l'auto avec des lunettes et un fusil
  - Sabine Zappitelli - All Cats Are Grey (Tous les chats sont gris)
  - Elise Ancion - Je suis mort mais j'ai des amis

 Migliore colonna sonora 
- An Pierlé - Dio esiste e vive a Bruxelles (Le Tout Nouveau Testament)
  - Vincent Cahay - The Lonely Hearts Killers (Alleluia)
  - Frédéric Vercheval - Melody

Miglior montaggio
- Anne-Laure Guégan - The Lonely Hearts Killers (Alleluia)
  - Ewin Ryckaert - All Cats Are Grey (Tous les chats sont gris)
  - Yannick Leroy - Je suis mort mais j'ai des amis

Miglior cortometraggio cinematografico
- L'Ours noir, regia di Méryl Fortunat-Rossi e Xavier Seron
  - Jay parmi les hommes, regia di Zeno Graton
  - Tout va bien, regia di Laurent Scheid

Miglior cortometraggio di animazione
- Dernière porte au Sud, regia di Sacha Feiner
  - Le Parfum de la carotte, regia di Rémi Durin e Arnaud Demuynck
  - Tranche de campagne, regia di Hannah Letaïf

Miglior documentario
- L'homme qui répare les femmes, regia di Thierry Michel
  - Bureau de chômage, regia di Anne Schiltz e Charlotte Grégoire
  - I don't belong anywhere - Le cinéma de Chantal Akerman, regia di Marianne Lambert
  - La Nef des fous, regia di Patrick Lemy e Eric D'Agostino

Miglior opera prima
- All Cats Are Grey (Tous les chats sont gris), regia di Savina Dellicour
  - L'Année prochaine, regia di Vania Leturcq
  - Pregiudizio (Préjudice), regia di Antoine Cuypers

Premio onorario
- Vincent Lindon